# Forêt nationale de Gila
La forêt nationale de Gila est une forêt du Nouveau-Mexique au sud-ouest des États-Unis.
D'une superficie totale de 10 969,65 km2, elle a été classée en 1905.
Elle abrite notamment le Cosmic Campground, un terrain de camping reconnu pour la qualité de son ciel nocturne, ainsi qu'un ensemble de cabanes, les Bearwallow Mountain Lookout Cabins and Shed, construites en 1923.

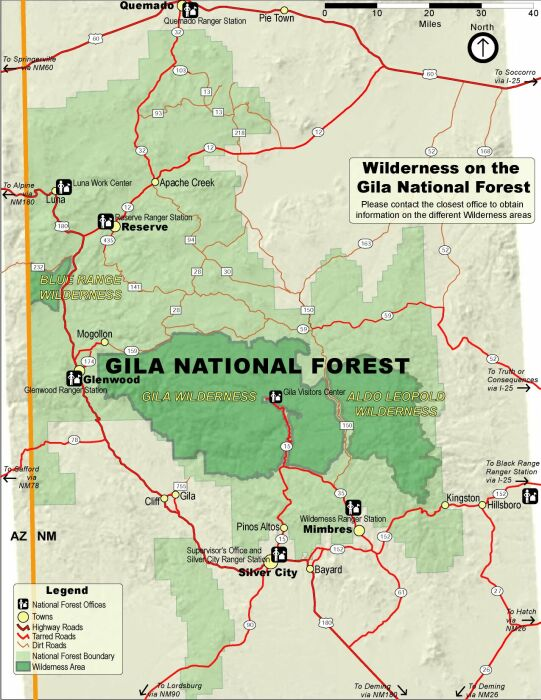
Carte de la forêt de Gila